# Olympique Khouribga
Olympique Khouribga ist ein marokkanischer Fußballverein aus Khouribga.
Die Heimspiele werden im Stade du Phosphate ausgetragen, das über eine Kapazität von 11.000 Zuschauern verfügt.

## Geschichte
Der Verein wurde 1923 gegründet. Zu dieser Zeit gehörten ihm vor allem französische Mitglieder an. Im Jahr 1982 stieg der Klub erstmals in die erste marokkanische Liga Groupement National de Football auf. 2005/2006 wurde Olympique-Angreifer Mamadou Ba Camara mit 9 Treffern als bester Torjäger der Saison ausgezeichnet. Nachdem der Klub viermal im Finale um den marokkanischen Pokal stand, gewann er 2006 erstmals – mit 1:0 gegen Hassania d’Agadir. 1996 war Olympique Khouribga berechtigt, am Arabischen Pokal der Pokalsieger teilzunehmen, obwohl nicht der nationale Cup nicht gewonnen wurde. Der Verein zog ins Finale ein und besiegte Al-Faisaly aus Jordanien mit 3:1. Im darauffolgenden Arab Super Cup setzte sich der ägyptische Verein al Ahly Kairo durch. In der Liga sicherte sich Angreifer Mamadou Ba Camara den Titel des besten Angreifers. 25 Jahre nach dem erstmaligen Aufstieg errang der Verein 2007 die nationale Meisterschaft Botola mit sieben Punkten Vorsprung auf FAR Rabat. Dadurch sicherte sich der Klub die Teilnahme an der CAF Champions League 2008. In der ersten Runde des Wettbewerbs setzte sich die Mannschaft mit 2:0 und 2:0 gegen Sporting Clube de Bissau durch. Durch einen Erfolg gegen den algerischen Verein ES Sétif zog das Team in das Achtelfinale ein, wo es nach 0:0 auswärts und 1:1 zu Hause gegen ASEC Mimosas scheiterte. Die Saison 2007/08 wurde auf Platz sechs abgeschlossen.

## Bekannte Spieler (Auswahl)
| Name des Spielers            | Zeitraum  | Bemerkung                                                                            |
| ---------------------------- | --------- | ------------------------------------------------------------------------------------ |
| Otmane El Assas              | 2000–2002 | • marokkanischer Nationalspieler                                                     |
| Corbin Frank Arnaud Guedegbe | 2000–2001 | • ivorischer Nationalspieler                                                         |
| Alhassane Keita              | 2000–2001 | • guineischer Nationalspieler • in Europa u. a. für FC Zürich und RCD Mallorca aktiv |
| Hicham Mahdoufi              | 2001–2010 | • marokkanischer Nationalspieler                                                     |

## Khouribgas Trainer (unvollständig)
| Trainer         | Zeitraum     | Bemerkung                  |
| --------------- | ------------ | -------------------------- |
| Youssef Lamrini | 2010 – heute | • seit 1. Juli 2010 im Amt |

## Erfolge
- Marokkanischer Meister: 2007
- Marokkanischer Vizemeister: 1984, 1996
- Marokkanischer Zweitligameister: 2021
- Marokkanischer Pokalsieger: 2006
- Marokkanischer Pokalfinalist: 1981, 1994, 1995, 2005
- Arabischer Pokal der Pokalsieger: 1996